# Надежда (шлюп)
Шлюп «Надежда» (прежнее название «Леандр») — один из двух кораблей (второй — «Нева»), совершивших в 1803—1806 годах первое русское кругосветное плавание под командованием Ивана Федоровича Крузенштерна и Юрия Федоровича Лисянского.

## Предыстория
По высочайшему одобрению российского императора Александра I была запланирована кругосветная экспедиция, руководить которой 7 августа 1802 года назначен И. Ф. Крузенштерн. В Лондоне Ю. Ф. Лисянским для экспедиции были куплены два судна «Леандр» (Leander) и «Темза» (Thames). Оба судна обошлись казне в £ 17 000, а также материалы для ремонта ещё в £ 5000. 5 июня 1803 года «Леандр» пришёл в Кронштадт, где по воле императора был переименован в «Надежду» и зачислен в списки Российского Императорского флота.
«Леандр» представлял собой построенный в 1800 году вооружённый 16-ю карронадами трёхмачтовый шлюп. По классификации кораблей Англии того времени — sloop. Наибольшая длина по корпусу — 34,2 метра, длина по ватерлинии — 29,2 метра. Наибольшая ширина — 8,84 метра. Водоизмещение — 450 тонн, осадка — 3,86 метра. Шлюп был построен для коммерсанта Т. Хаггинса (T. Huggins) для торговли между Англией и Африкой. Возможно, подводная часть корпуса шлюпа была обшита медными листами.
В Кронштадте руководить подготовкой шлюпов для предстоящего плавания был назначен инспектор кораблестроительных работ Кронштадтского порта И. П. Амосов. Предположительно, на корабль было установлено носовое украшение в виде двуглавого орла, а корпус шлюпа был окрашен в традиционные для русского флота цвета: чёрные борта с белой полосой по линии орудийных портов, белые бархоуты и стволы мачт. Командовать «Надеждой» был поставлен И. Ф. Крузенштерн, старшим офицером назначен М. И. Ратманов, а штурманом — Ф. Ф. Беллинсгаузен. Экипажем занимался лично Иван Фёдорович, формируя его из офицеров и матросов, добровольно изъявивших желание участвовать в экспедиции. Помимо демонстрации Российского военно-морского флага, экспедиция решала и чисто конкретные задачи, а именно — доставку товаров в поселения Русско-Американской компании, научные изыскания и перевозку назначенного посла Н. П. Резанова в Японию для заключения торговых соглашений там.
В состав экспедиции были включены иностранные учёные В. Г. Тилезиус фон Тиленау, Г. И. Лангсдорф, И. К. Горнер, доктор медицины Карл фон Эспенберг, а также российский живописец из Академии художеств С. С. Курляндцев. В качестве кавалеров посольства Н. П. Резанова выступили майор Е. К. Фридериций, гвардии поручик и исследователь граф Ф. И. Толстой, надворный советник Ф. Нос, сержант артиллерии Алексей Раевский, доктор медицины, ботаник и натуралист Ф. П. Брыкин и кадеты Первого Санкт-Петербургского кадетского корпуса братья Коцебу Мориц и Отто. Всего на борту находился 81 человек.

## Кругосветное плавание
7 августа 1803 года «Надежда» и «Нева» вышли в экспедицию из Кронштадта. Иван Фёдорович направил «Надежду» из Балтийского в Северное море через Голландию и Английский канал в Атлантический океан. Для пополнения припасов «Надежда» и «Нева» зашли в Санта-Крус (Канарские острова). В середине октября корабли отправились далее. Спустя месяц шлюп впервые в истории русского флота пересёк линию экватора, что было отмечено артиллерийским салютом и общим празднеством. На подходе к Мысу Горн из-за разыгравшейся непогоды «Надежда» и «Нева» разделились. Мыс Горн «Надежда» обогнула 3 марта 1804 года, вышла в Тихий океан и взяла курс на остров Нукагива (Маркизские острова), где суда встретились. После пополнения припасов «Надежда» и «Нева» вышли к Сандвичевым островам (ныне Гавайские острова) и достигли их уже к середине июня. На островах были установлены отношения и с Камеамеа I и с Каумуалии. У острова Гавайи шлюпы разделились — «Надежда» ушла на Камчатку, а «Нева» — на Аляску. И. Ф. Крузенштерн запланировал будущую встречу судов в сентябре 1805 года в португальском порту Макао, где планировалось начать торговлю пушниной с Китаем.
«Надежда» бросила якорь в гавани Петропавловского порта (ныне Петропавловск-Камчатский) в конце июля, после выгрузки привезённого товара для Русско-Американской компании, и уже в начале августа вышла к берегам Японии. 27.09.1804 года (1-й год Бунка) «Надежда» прибыла в порт Нагасаки. В то время, как Резанов вёл безуспешные переговоры, И. Ф. Крузенштерн распорядился описать порт Нагасаки и составить промерную карту с указанием глубин на внешнем, среднем и внутреннем рейдах. После того как корабль отошёл от берегов Японии к северу, были уточнены астрономические данные, определённые экспедицией Жан-Франсуа де Лаперуза, о положении северной оконечности острова Цусима. Затем «Надежда» прошла Японским морем к проливу Лаперуза и подошла к южной части Сахалина, где были описаны залив, ныне называющийся Анива, и его восточный берег, а также бухта Терпения. При движении далее к северу на 48° с. ш. шлюпу преградили путь льды, и Иван Фёдорович был вынужден отдать приказ повернуть к Курильским островам и следовать в Петропавловский порт. На переходе И. Ф. Крузенштерн проверил географические координаты ряда Курильских островов и нескольких пунктов на камчатском берегу. «Надежда» прибыла в гавань порта 24 мая и застала зимовавший там компанейский бриг «Мария» под командованием лейтенанта Машкина. После высадки миссии посла Резанова, которая перебралась на бриг «Мария», отдыха экипажа и снаряжения, «Надежда» вновь отправилась к Сахалину. 3 июля шлюп достиг мыса Терпения — восточной точки Сахалина, откуда И. Ф. Крузенштерн начал исследования Сахалинского берега. Двигаясь далее к северу, шлюп обогнул северную оконечность (ныне Мыс Елизаветы) к западу и начал спускаться к югу. 1 августа, примерно на широте 53° 30', экспедицией была обнаружена пресная вода, из чего сделан вывод, что недалеко располагается устье Амура. Но так как глубины стали заметно сокращаться, а времени для дальнейших изысканий оставалось мало, Иван Фёдорович не стал спускаться далее к югу, а стал на якорь в обнаруженном заливе, который назвали заливом Надежды и дал отдых экипажу перед возвращением на Камчатку. 4 августа шлюп отправился к Петропавловскому порту. Так получилось, что И. Ф. Крузенштерн из-за малого времени и непогоды не смог ни опровергнуть, ни подтвердить гипотезу Лаперуза о том, что Сахалин является полуостровом, но на составленной и опубликованной позже карте Иван Фёдорович показал всё-таки Сахалин полуостровом. Вернувшись в Петропавловск, Иван Фёдорович за проведённую экспедицию был удостоен ордена Святой Анны и личного письма от Александра I. Сразу после ремонта, 23 сентября, «Надежда» начала переход в Китай. На переходе, имея старые испанские карты с обозначенными островами, моряки пытались найти их и астрономически определить более точные координаты, но тщетно. «Надежда» прибыла в Макао 15 ноября.
Через некоторое время, узнав, что «Нева» пришла в ночь на 3 декабря в Кантон (Вампоа), ныне Гуанчжоу, «Надежда» перешла туда же. На часть вырученных средств были приобретены китайский чай и другие товары, после чего в январе 1806 года шлюпы отправились в обратный путь. 28 апреля «Надежда» и «Нева» прошли через Петербургский меридиан, тем самым совершив обход земного шара. Пройдя через Зондский пролив (между островами Ява и Суматра), командиры договорились о встрече на острове Святой Елены, в случае если корабли потеряют друг друга. Как и предполагалось, корабли из-за плохой погоды разошлись у мыса Доброй Надежды, и к острову Святой Елены «Надежда» подошла в одиночестве, где команда узнала о начале войны России с Францией. В связи с началом войны Иван Фёдорович принял решение не подходить к французским берегам и обойти Великобританию с севера. В Кронштадт «Надежда» пришла 19.08.1806 года.
Единственной жертвой путешествия стал лейтенант П. В. Головачёв, который на острове Святой Елены покончил с собой выстрелом из пистолета и там же был похоронен. В письмах, найденных в его каюте, в своей смерти он обвинял Крузенштерна, лейтенанта Ромберга и других участников экспедиции.

### Итоги экспедиции
- В ходе экспедиции исследователи собрали уникальные ценные ботанические, зоологические и этнографические коллекции. Осуществили астрономические наблюдения для определения координат мест, где шлюпы побывали. Провели наблюдения за морскими течениями, прозрачностью, температурой, удельным весом и плотностью воды на глубинах до 400 метров. Сделали записи приливов и отливов, а также колебаний барометра[6]. Эти систематические и тщательные наблюдения за состоянием и движением моря послужили базой для создания новой науки океанографии[12]
- 15.10.1805 года в гряде Подветренных Гавайских островов экипажем шлюпа «Надежда» был открыт остров Лисянского 26°04′ с. ш. 173°58′ з. д.HGЯO, который И. Ф. Крузенштерн назвал в честь командира шлюпа «Нева»[13]. Сейчас остров входит в штат Гавайи, США (англ. Lisianski Island; гав. Papa‘āpoho, Папаапохо).
- 15.08.1806 года Александром I была учреждена государственная награда Российской империи медаль «За путешествие вокруг света 1803—1806», которая была предназначена для участников первого русского кругосветного плавания. Известно о награждении этой медалью матросов шлюпа «Нева», но нет сведений о награждении матросов шлюпа «Надежда»[14].
- Главными неудачами экспедиции стали провал организации посольства Н. П. Резанова в Японии и крах торговых отношений[6].
- Позже И. Ф. Крузенштерн поделился своими впечатлениями о кругосветном путешествии в трехтомном труде «Путешествие вокруг света в 1803, 1804, 1805 и 1806 годах на кораблях „Надежда“ и „Нева“, под начальством капитан-лейтенанта Крузенштерна», который трижды издавался на русском языке: с 1809 года по 1812 год со всеми детальными описаниями бухт, якорных стоянок, местными ценами и обычаями, таблицами координат, температур и прочими наблюдениями; затем в 1950 году вышло в современной орфографии сокращённое издание; и в 2007 году увидело свет переиздание 1950 года с новым предисловием. Также данный труд в разные годы был издан на английском, французском, немецком, голландском, шведском, итальянском и датском языках.
  - С 1813 года как дополнение к трёхтомнику начал выходить «Атлас Южного моря» И. Ф. Крузенштерна. Первый атлас был отпечатан в большом формате и содержал иллюстрации и карты. Всего было сделано 104 выпуска, которые содержали карты и гравированные картины.
- В 1816—1818 годах приказчик РАК и исследователь Ф. И. Шемелин издал в Петербурге двухтомник «Журнал первого путешествия россиян вокруг земного шара, сочинённый под Высочайшим Его Императорского Величества покровительством Российско-Американской компании главным комиссионером московским купцом Фёдором Шемелиным» с записями исследований, хода экспедиции и торговых отношений.
- В первом номере журнала «Латинская Америка» за 1982 год были впервые опубликованы записки лейтенанта «Надежды» Е. Левенштерна, переведённые с немецкого и описывающие события трёхлетнего кругосветного плавания[8].

## Дальнейшая служба
Осенью 1808 года «Надежда» была зафрахтована купцом Российско-американской компании Д. Мартином для перевозки товаров из Кронштадта в Нью-Йорк, и в первом же рейсе, в декабре 1808 года, судно, затёртое льдами у берегов Дании, погибло.

## Связанные со шлюпом люди
- Коцебу Маврикий Евстафьевич — кадет во время кругосветной экспедиции.
- Коцебу Отто Евстафьевич — юнга-доброволец во время кругосветной экспедиции.
- Лейтенант Головачев Пётр Васильевич

## Память
- Пролив Надежды — назван в честь прохода шлюпа в 1805 году этим проливом[15].
- В честь легендарного шлюпа имя Надежда носит построенный в Польше в 1991 году трёхмачтовый учебный фрегат[16].
- Поэт Семён Бобров в 1809 г. услышал рассказ Ратманова о буре, в которую попал шлюп в Японском море, и откликнулся на него стихотворением «Россы в буре, или Грозная ночь на японских водах».
- В 1993 году Банком России выпущена серия памятных монет «Первое русское кругосветное путешествие».

- Серия памятных монет Банка России